# Malajská kuchyně

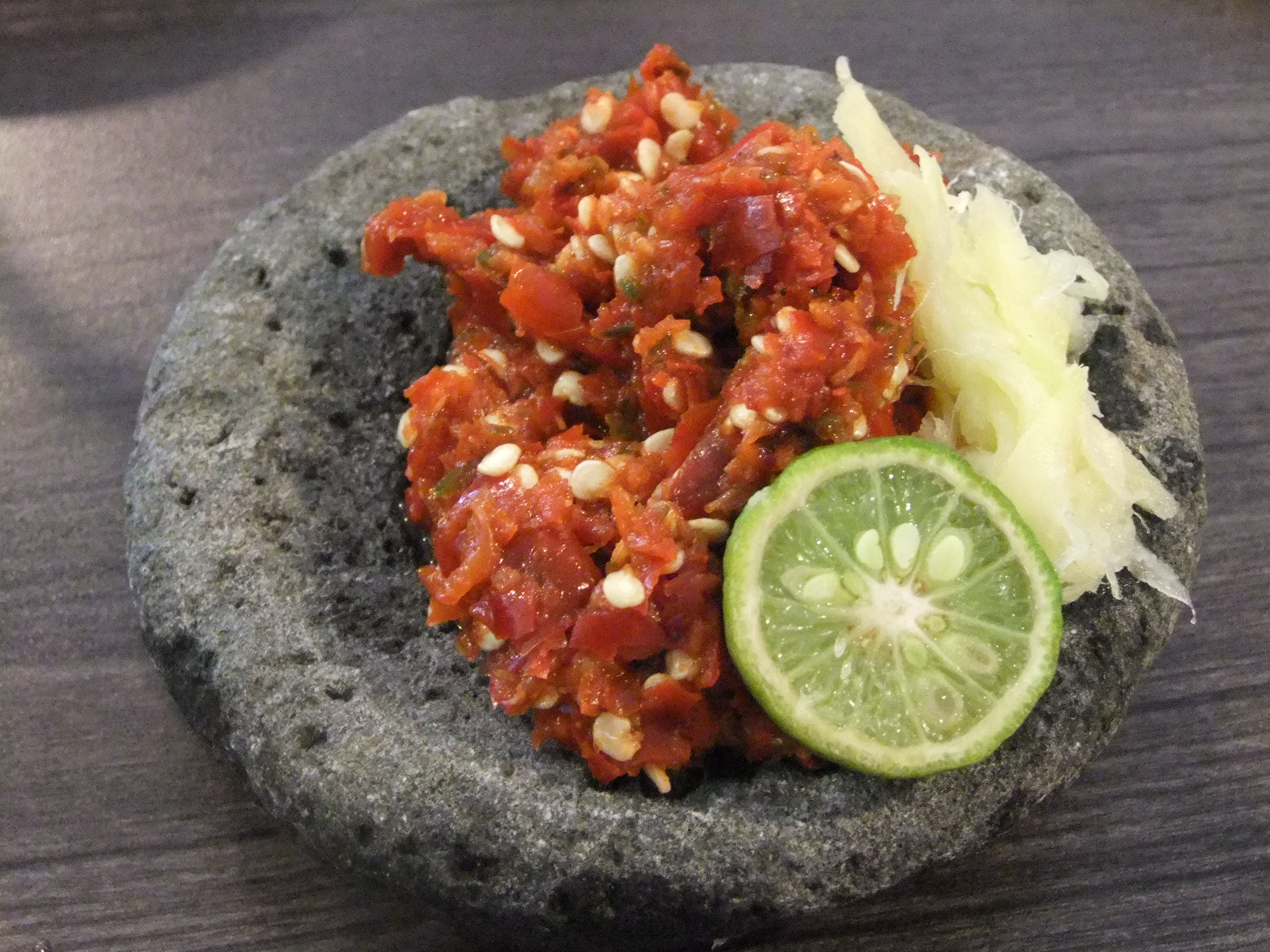
Sambal, základní ochucovadlo malajské kuchyně

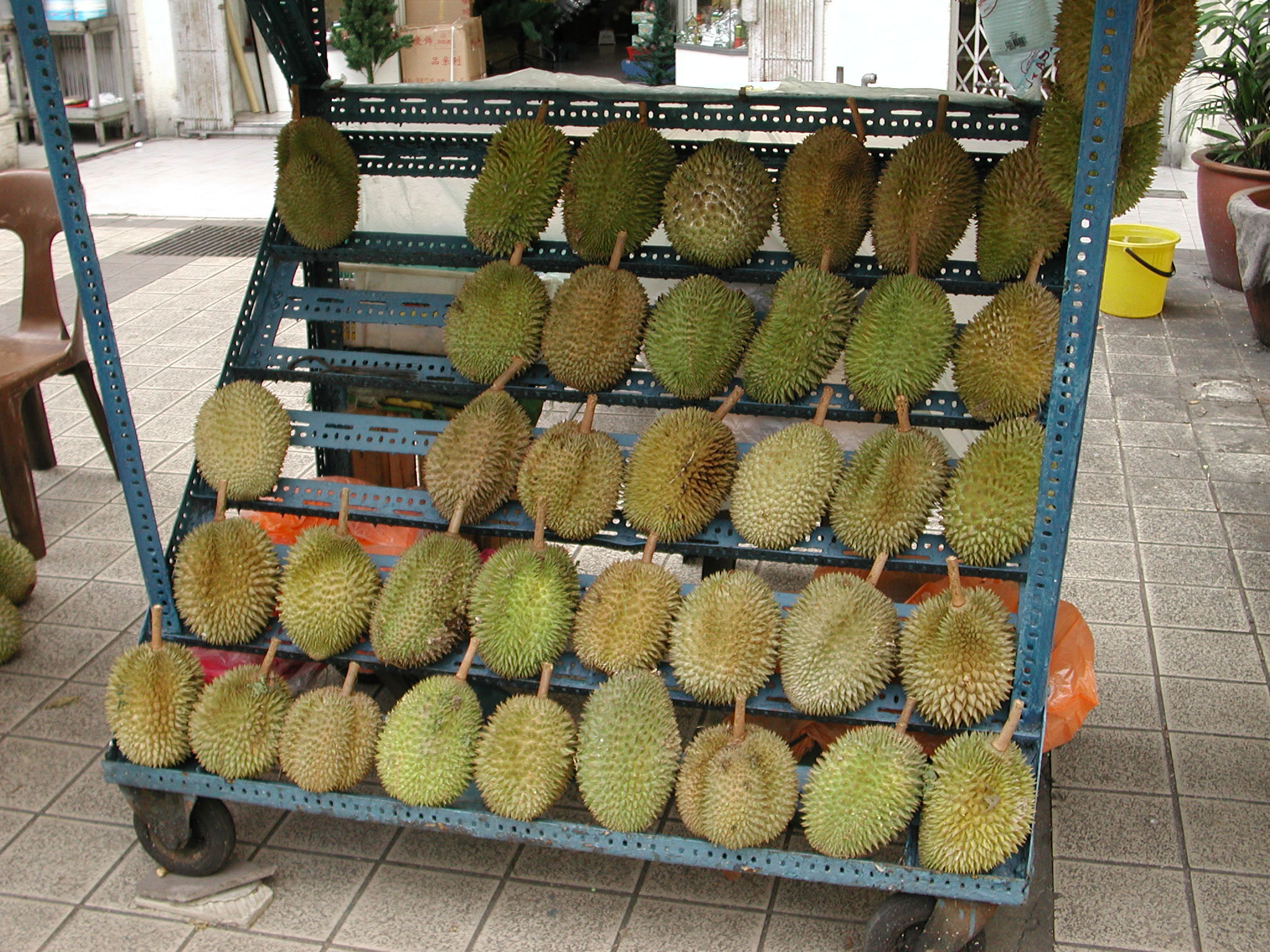
Prodej durianu v Kuala Lumpur

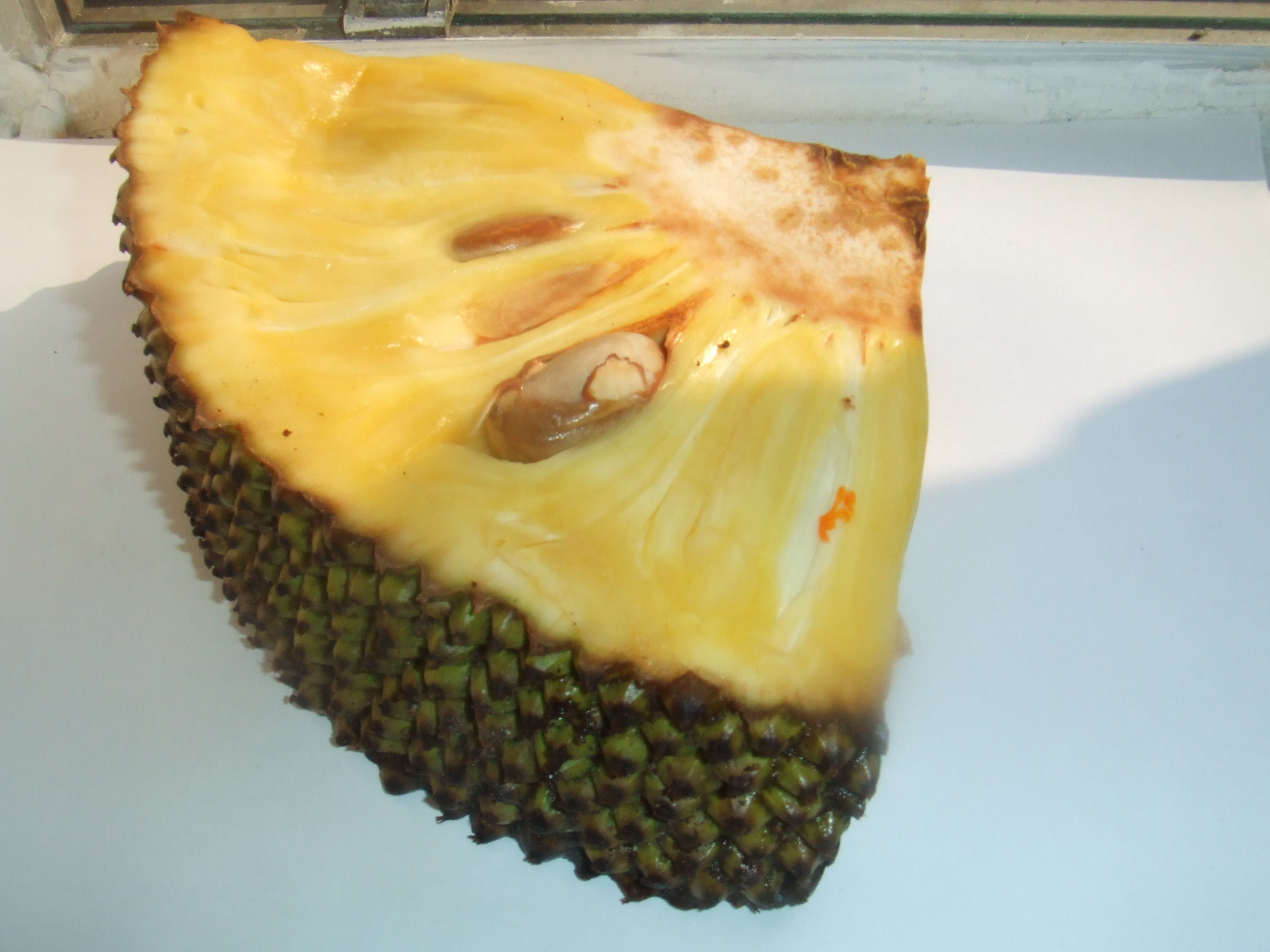
Jackfruit

Malajská kuchyně (malajsky: Masakan Malaysia) je velice rozmanitá a mísí se v ní vlivy z mnoha kuchyní (především z čínské a indické, ale i z kuchyně místních domorodcům, thajské, portugalské, nizozemské, arabské nebo britské kuchyně). Malajská kuchyně je podobná ostatním kuchyním v regionu, především indonéské. Mezi nejpoužívanější suroviny patří rýže, nudle, zelenina kokos (kokosové mléko) a maso. Na ochucování jídel se velmi často používá pikantní kořenící pasta sambal, ale i chilli, citronová tráva nebo kari. Populární je také čerstvé ovoce, Malajsie je známá svými duriany a chlebovníky. Za centrum malajské kuchyně je považováno města Penang.

## Příklady malajských pokrmů
Příklady malajských pokrmů:
- Nasi lemak, pokrm často považovaný za malajské národní jídlo. Jedná se o rýži vařenou v kokosovém mléce, podávanou se sušenými ančovičkami, sambalem, arašídy a vejcem.
- Char koay teow, smažený nudlový pokrm s krevetami, vejcem a mungo klíčky, podobný thajskému phad thai
- Nasi goreng, smažená rýže
- Roti canai, indický chléb roti podávaný s kari
- Rendang, pikantní hovězí pomalu vařené v kokosovém mléce
- Rojak, ovocný salát s pikantním dresinkem
- Laksa, polévka jejímž základem je kokosové mléko a vývar (obvykle rybí), s nudlemi nebo rýží
- Nasi kandar, rýže s kari omáčkou
- Cendol, zelené želé z rýže nebo mungo fazolí
- Ais kacang, mražený dezert z ledu a fazolí, podávaný s želé, kondenzovaným mlékem nebo cendolem
- Hokkien mee, vývar z vepřových kostí a krevet, podávaný s nudlemi, sambalem, zeleninou a krevetami
- Keropok lekor, slané kousky rybího masa, s pikantní omáčkou, specialita Terengganu
- Kuih, různé sladkosti s konzistencí pudinku
- Nasi dagang, rýže vařená v kokosovém mléce, podávaná s rybím masem a nakládanou zeleninou

### Galerie

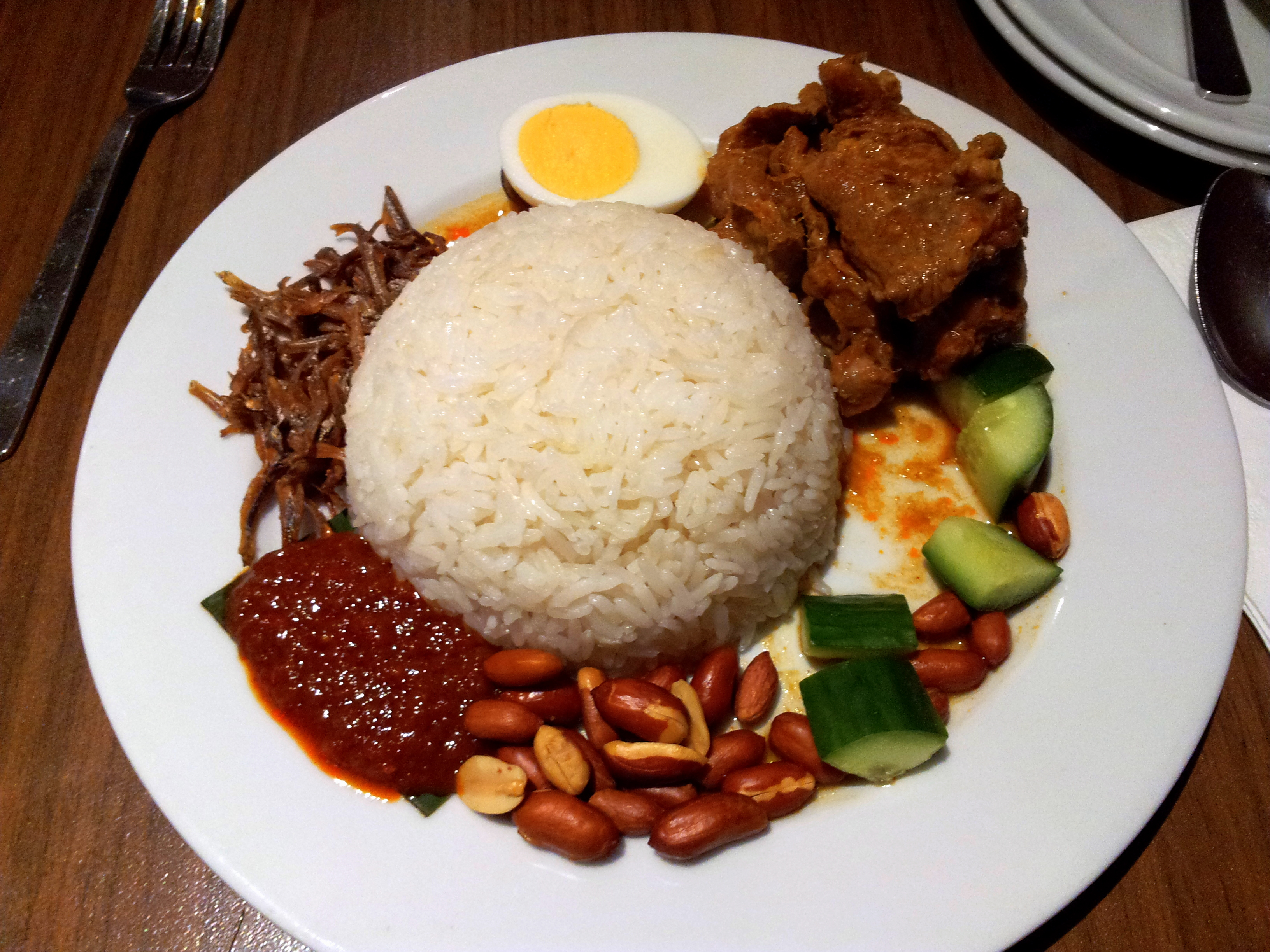
Nasi lemak
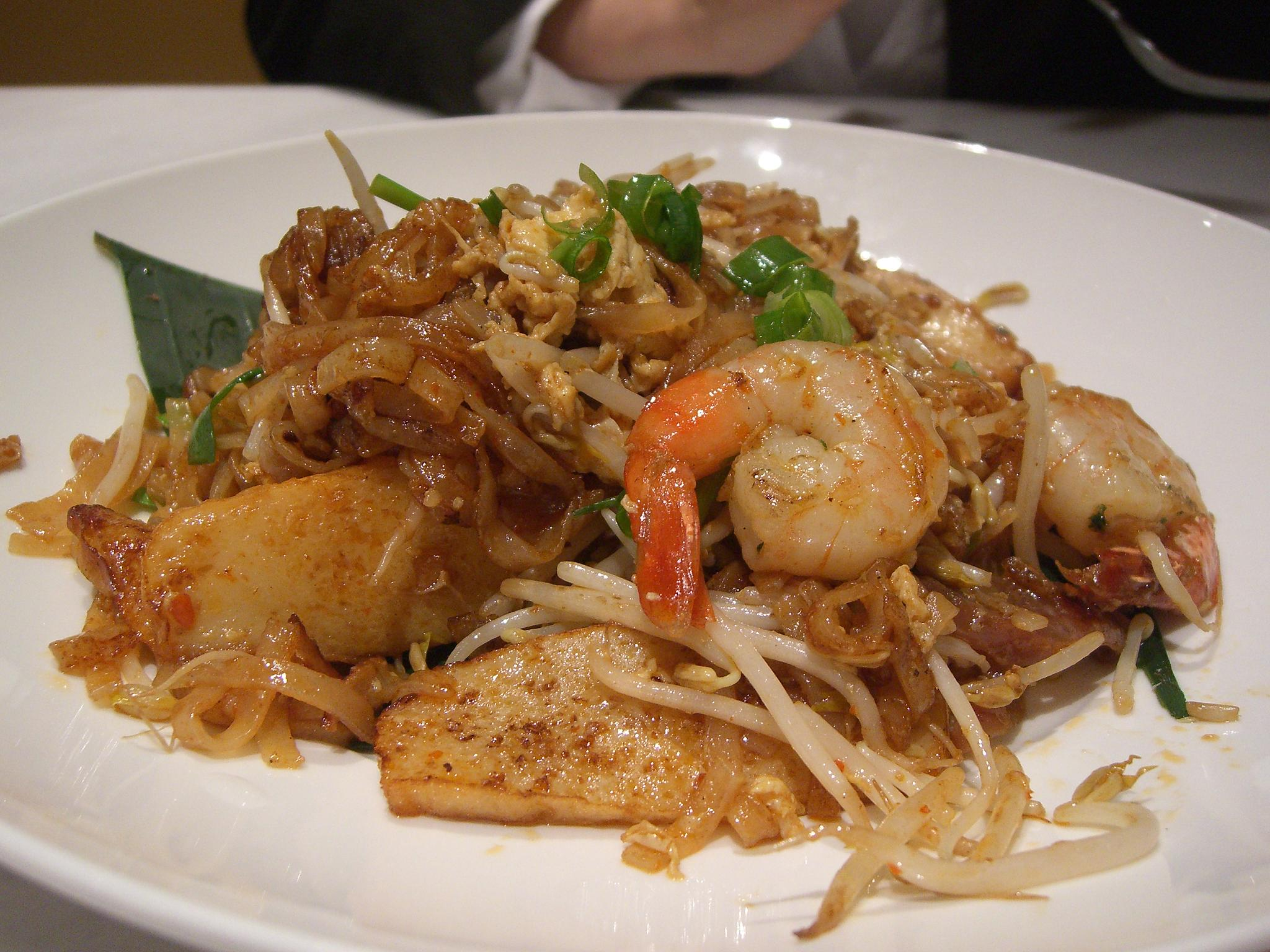
Char koay teow
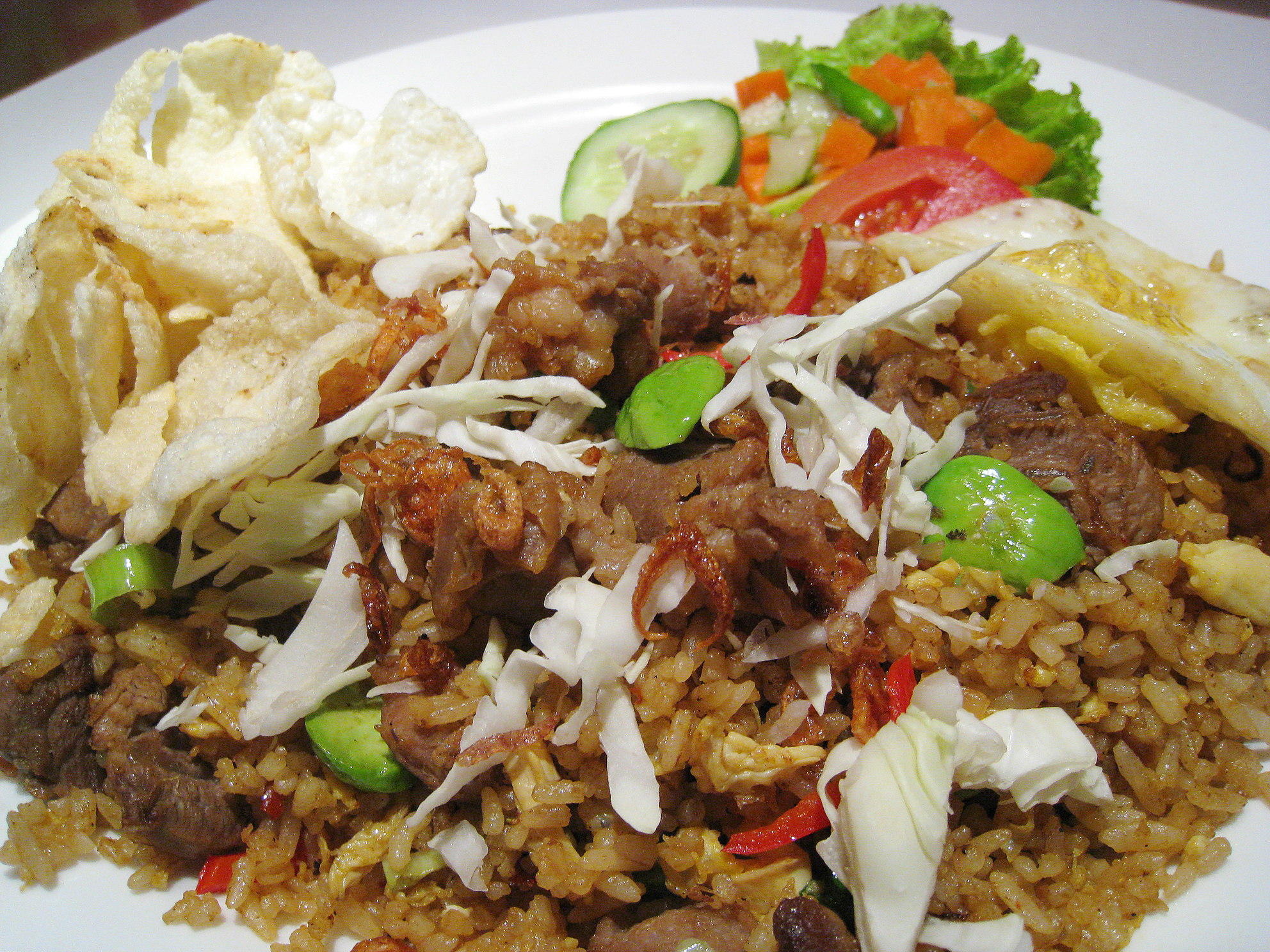
Nasi goreng
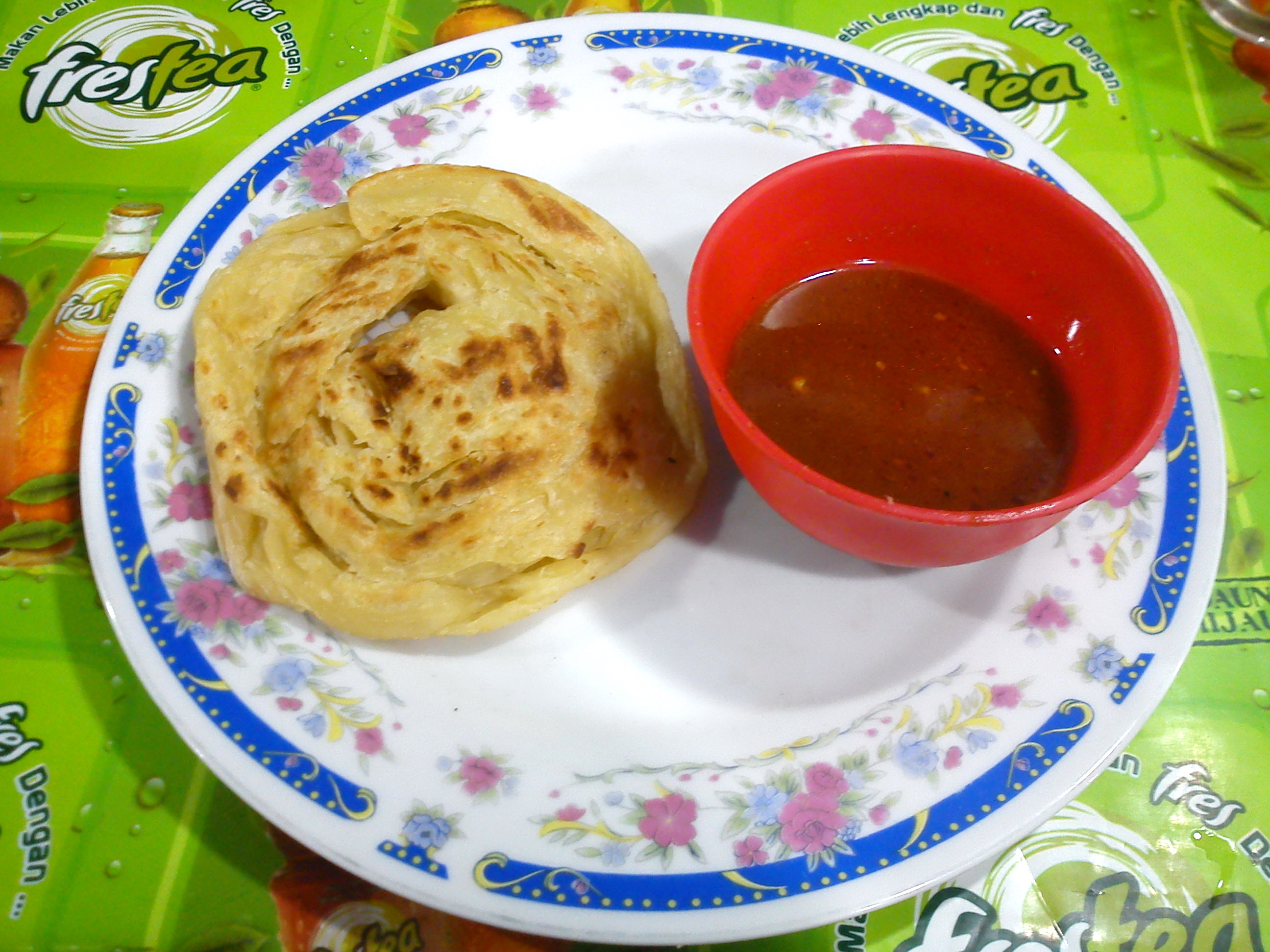
Roti canai
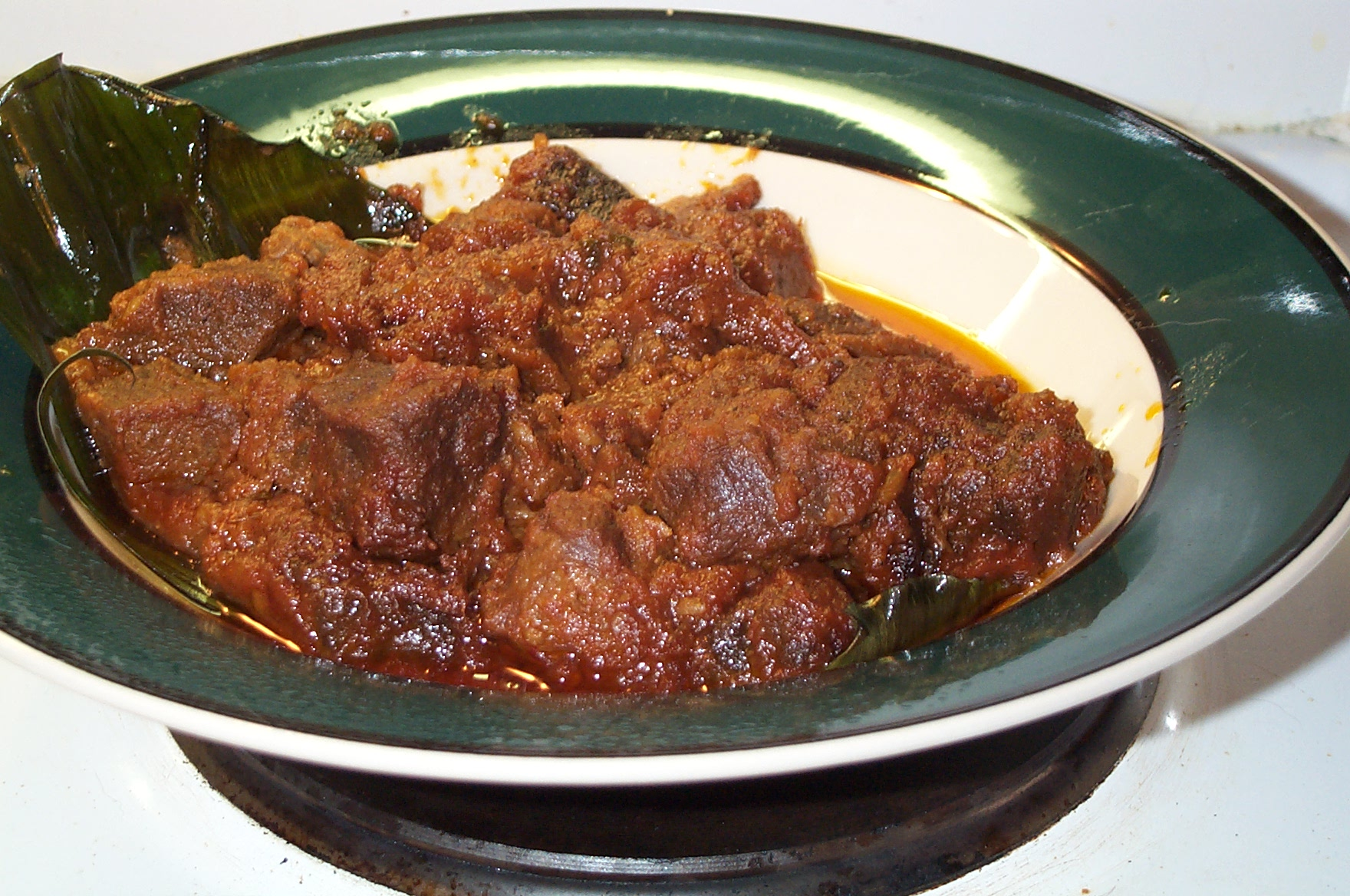
Rendang
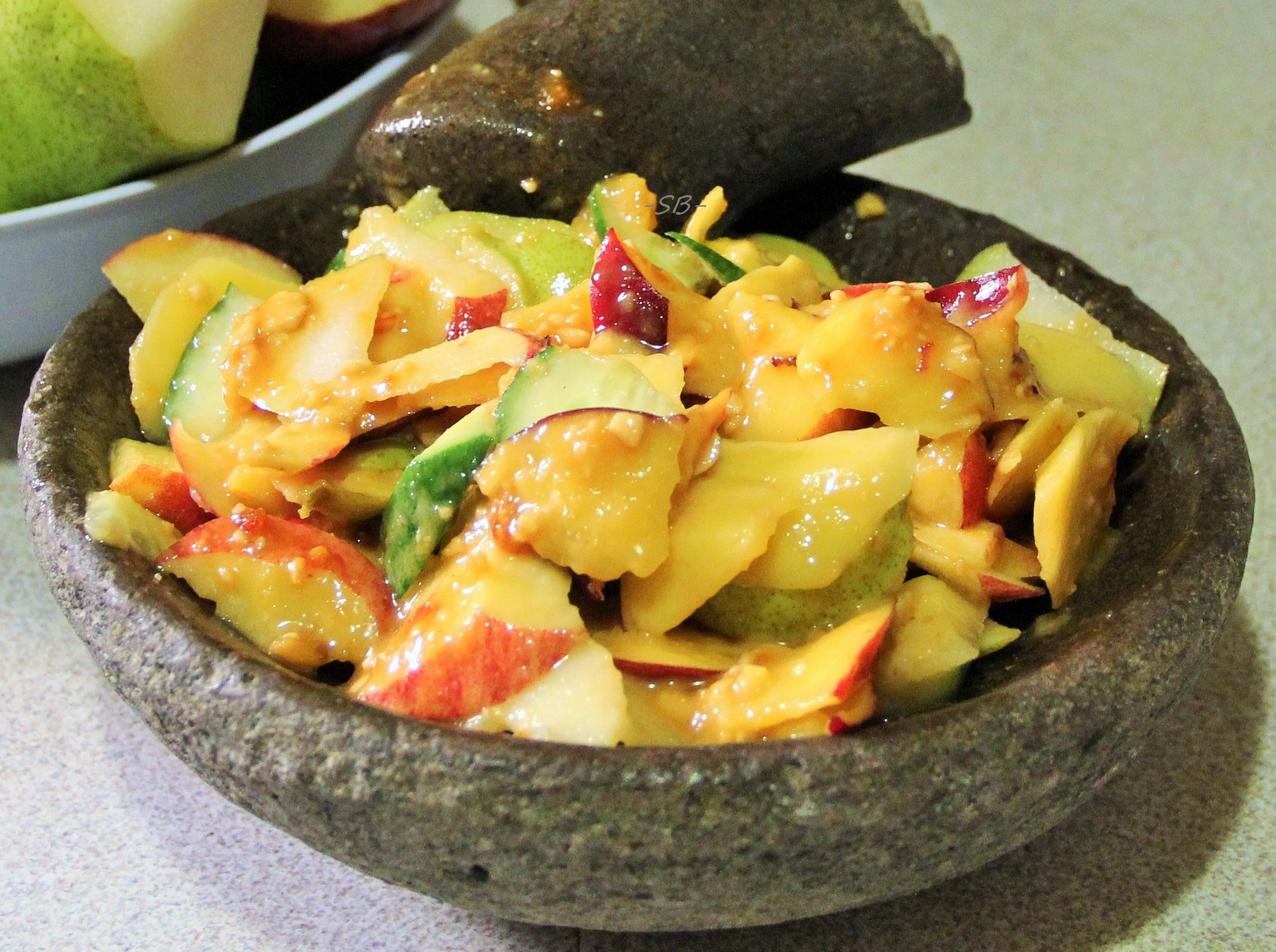
Rojak
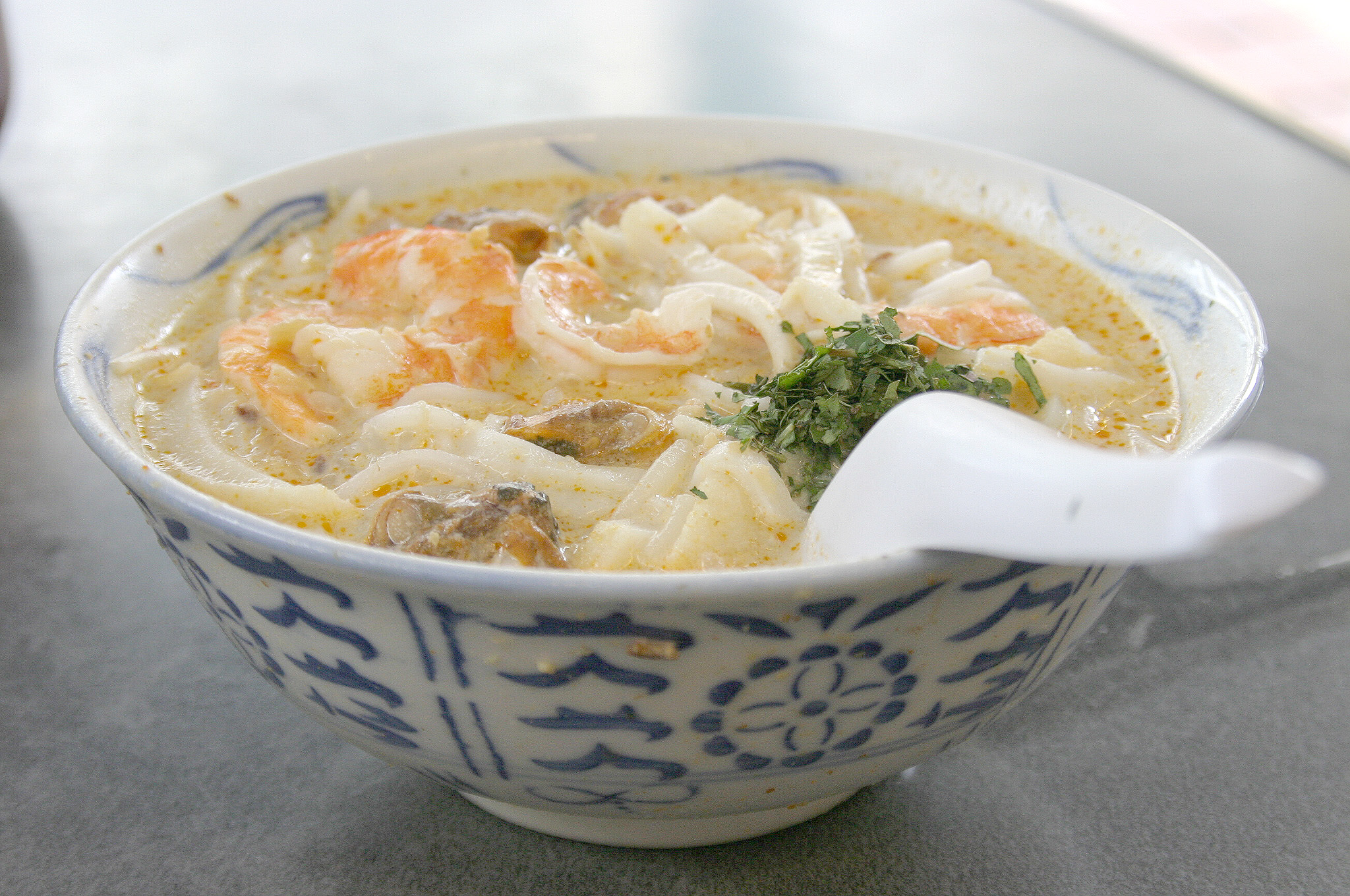
Laksa
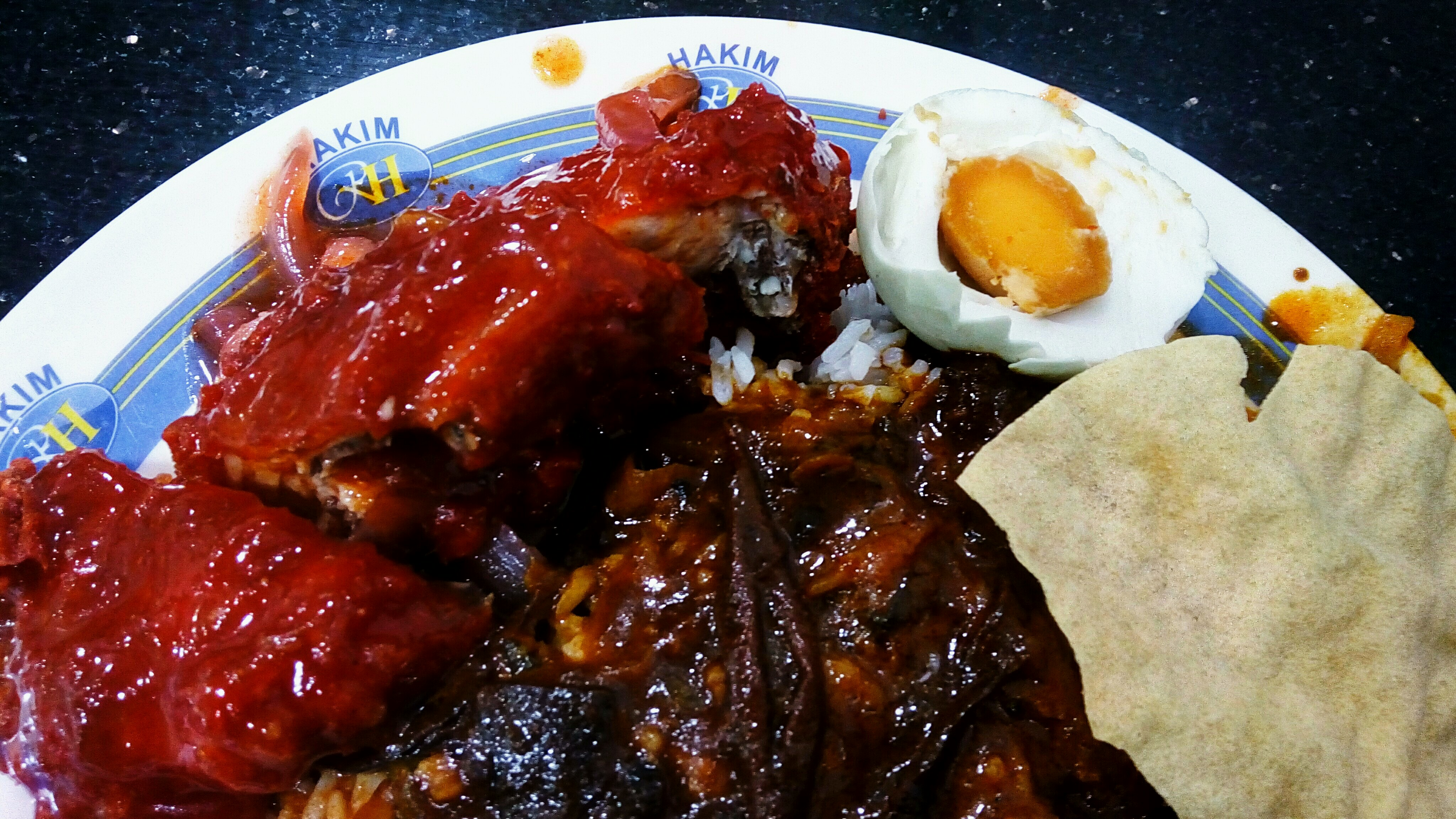
Nasi kandar
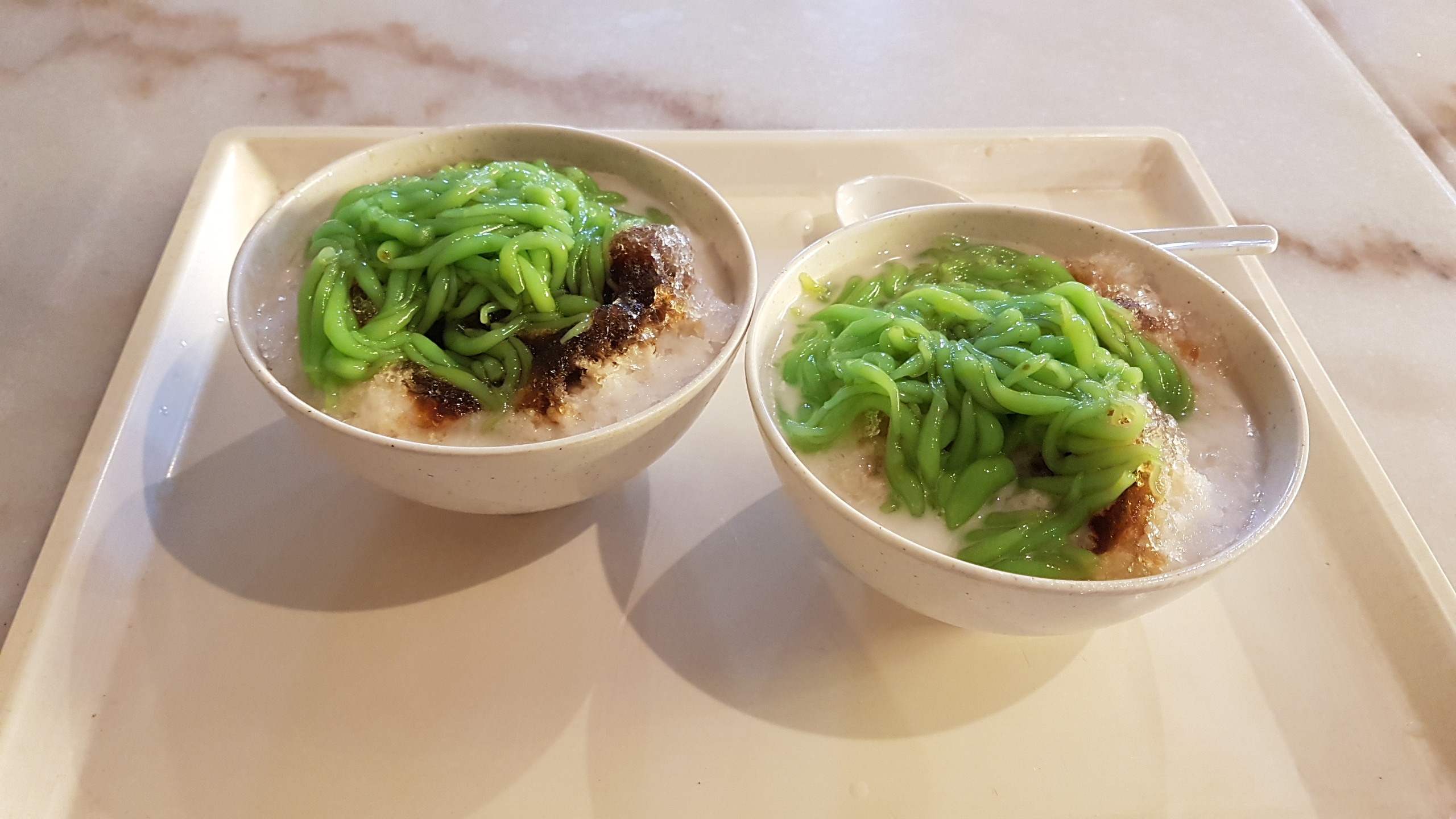
Cendol
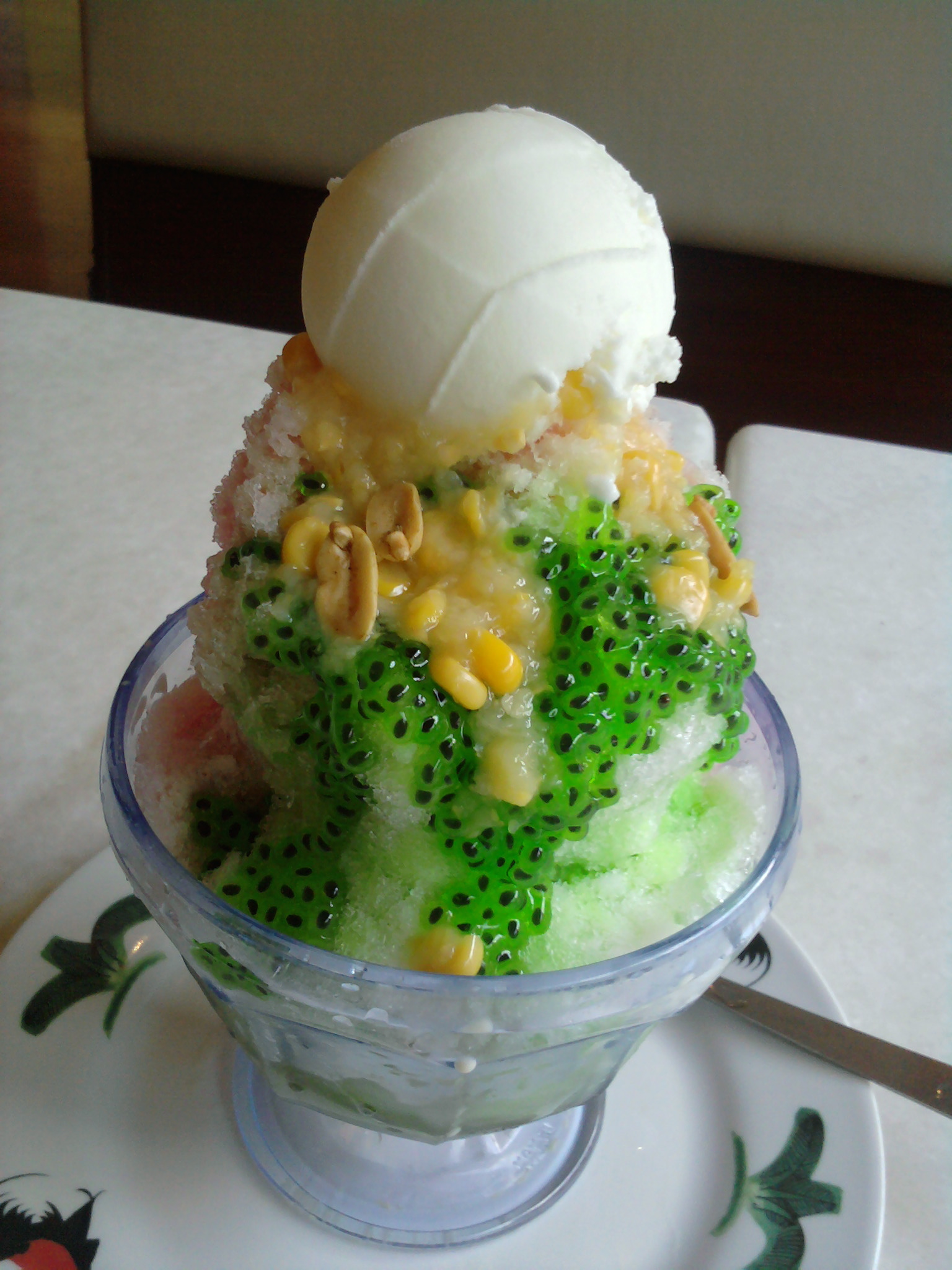
Ais kacang
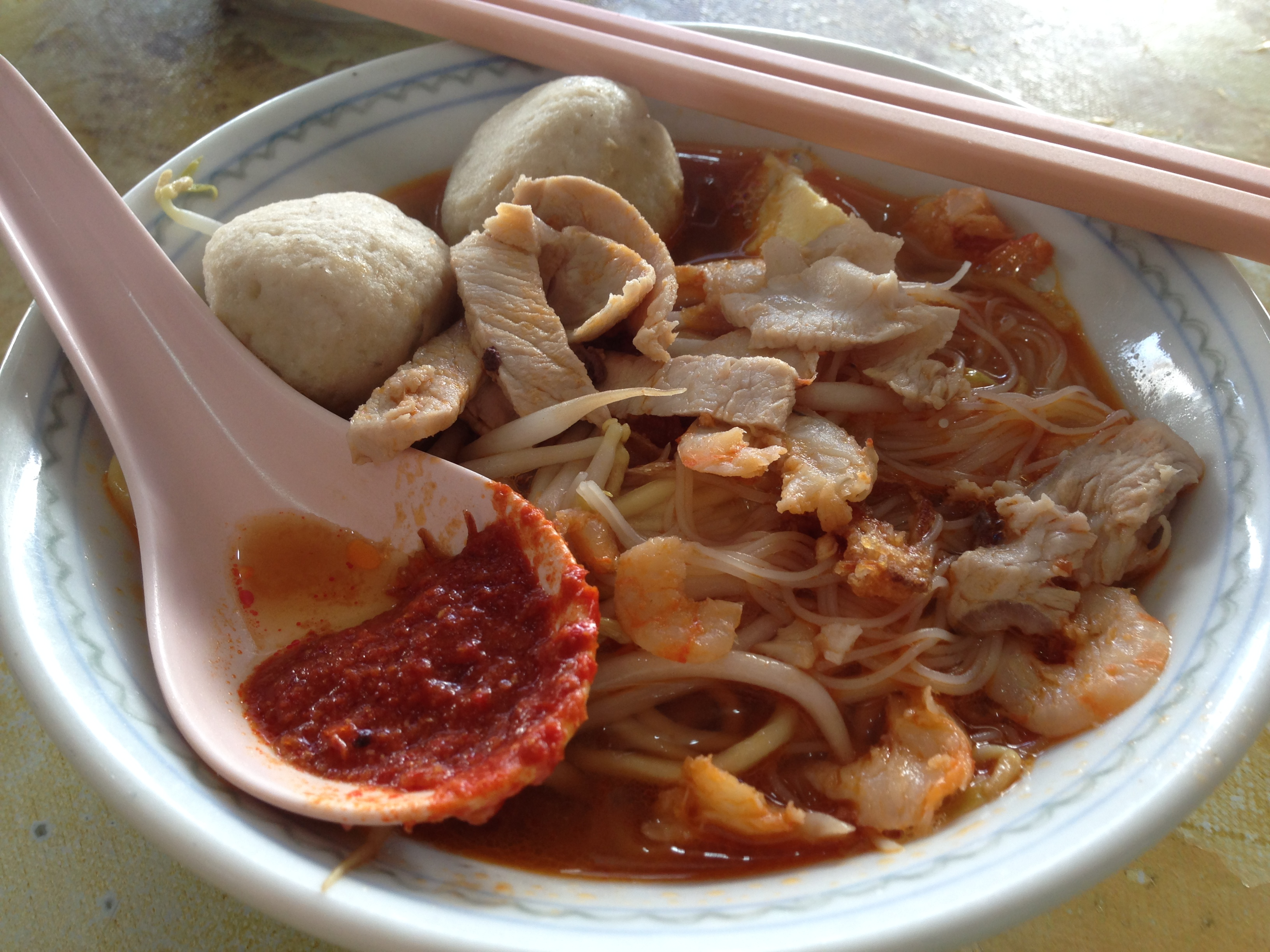
Hokkien mee
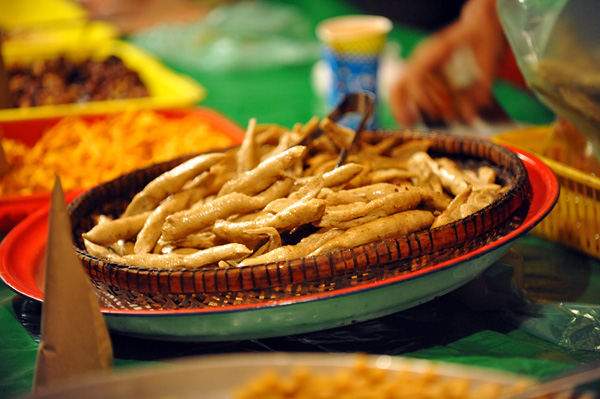
Keropok lekor
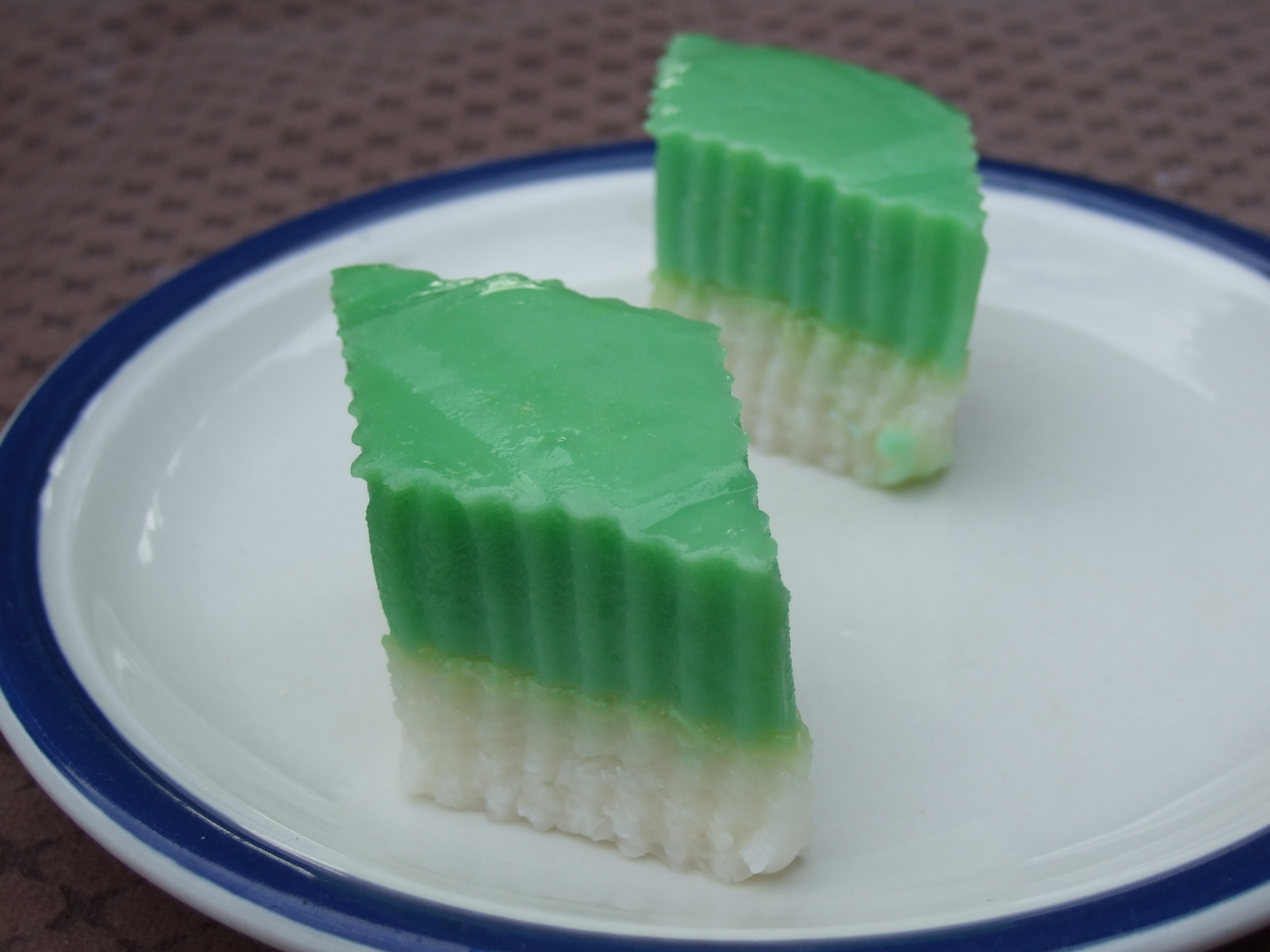
Kuih
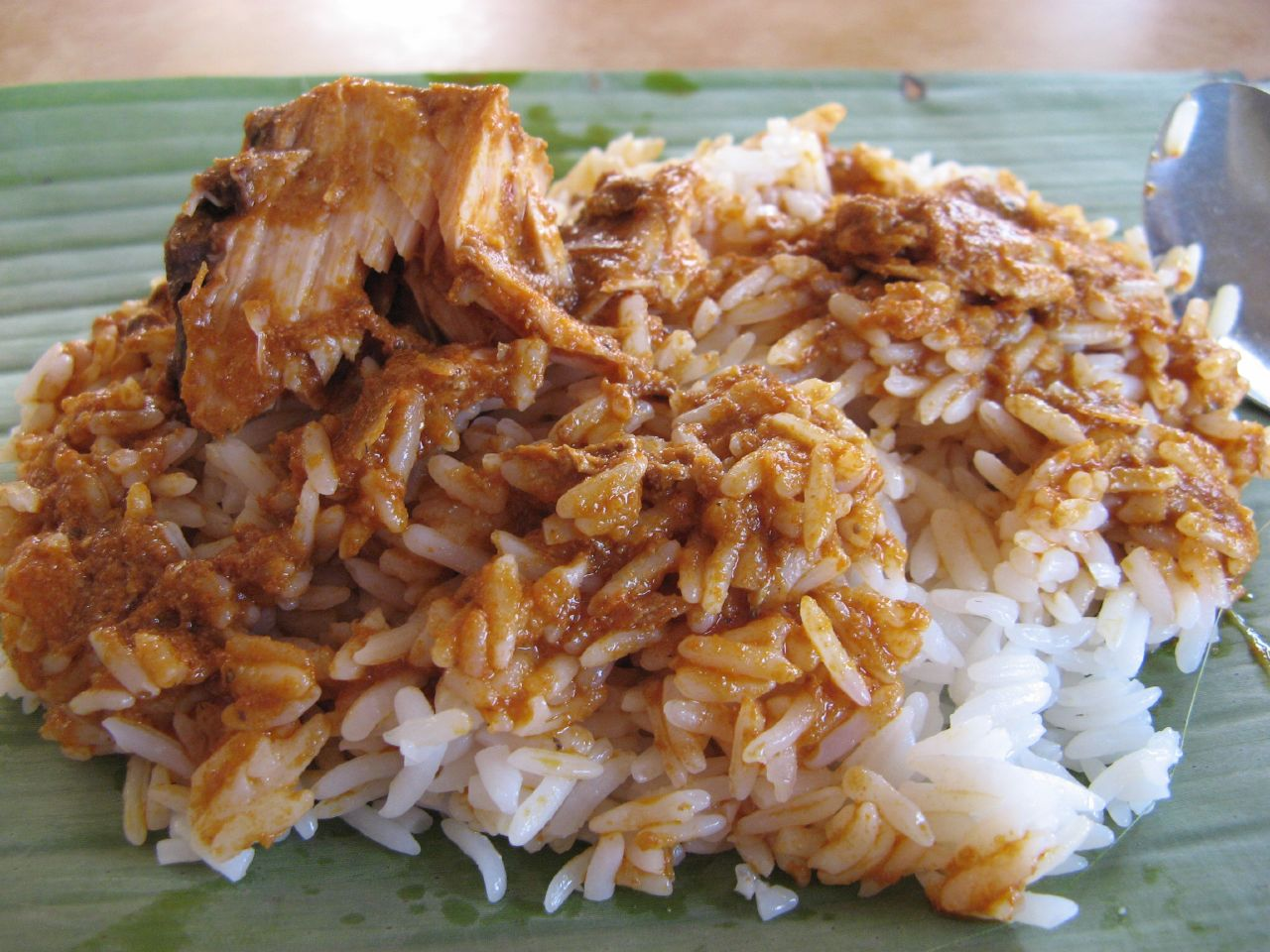
Nasi dagang

## Příklady malajských nápojů
Příklady malajských nápojů:
- Čaj, malajskou specialitou je teh tarik (v překladu táhlý čaj). Jedná se o sladký nápoj z černého čaje, cukru a kondenzovaného mléka.
- Káva, specialitou je bílá káva z Ipohu, jejíž kávová zrna jsou pražena speciální technikou
- Bandung, sladký nápoj jasně růžové barvy, ochucený růžovým sirupem
- Kokosové mléko
- Ačkoliv je Malajsie muslimská země jsou k dostání alkoholické nápoje, jako pivo, víno nebo rýžový alkoholický nápoj lihing (specialita Sabahu)

### Galerie

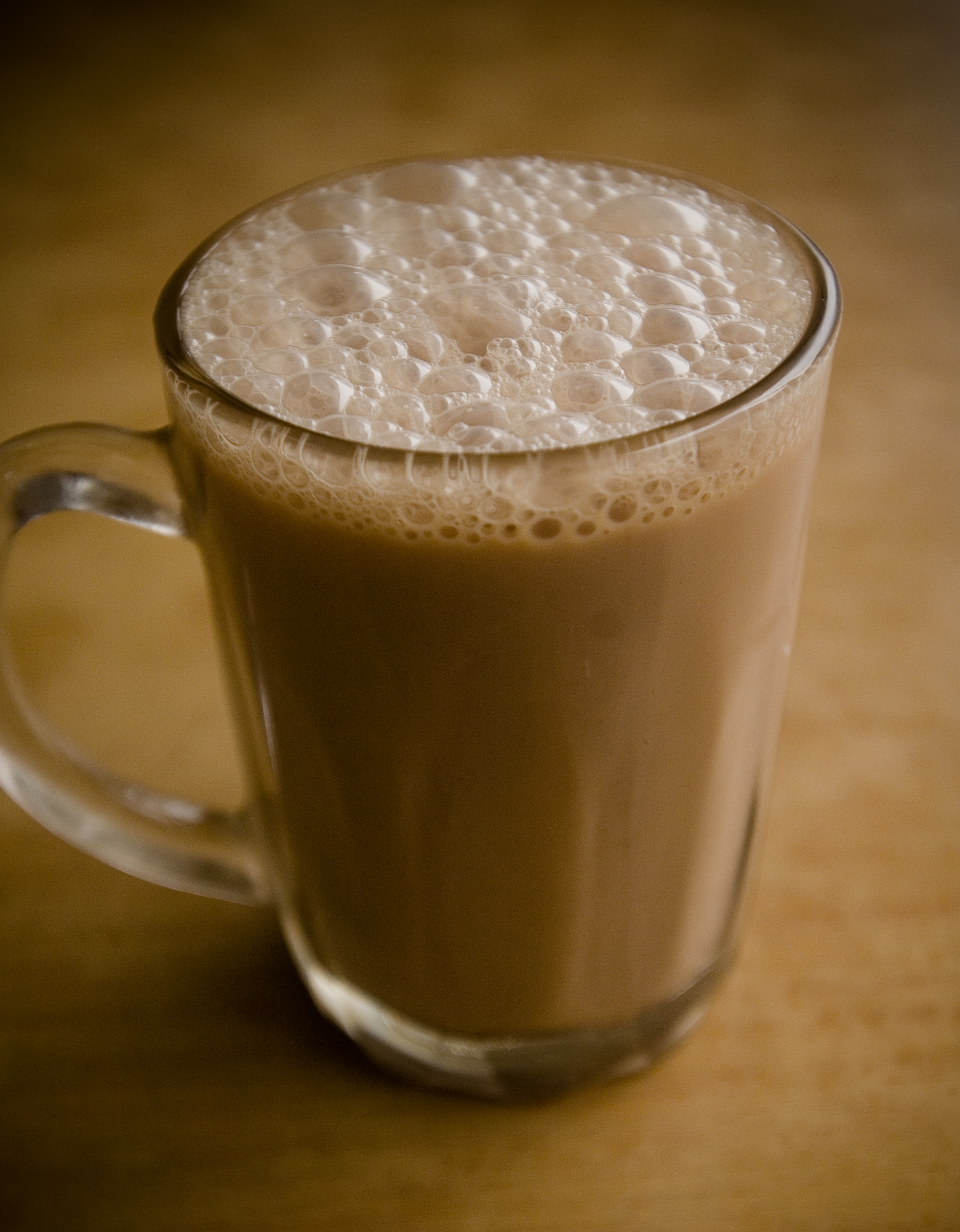
Teh tarik
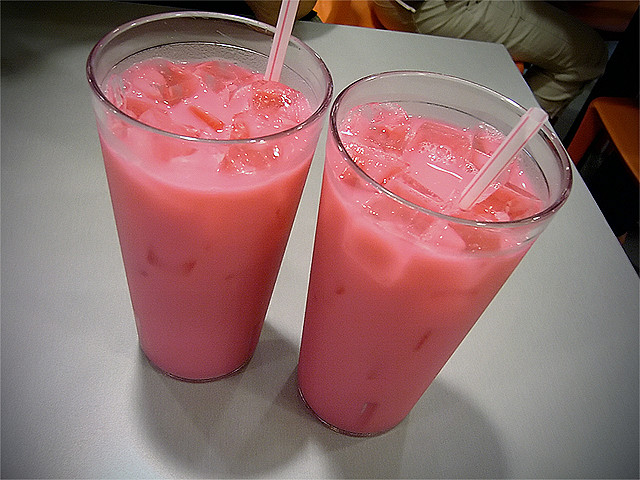
Bandung
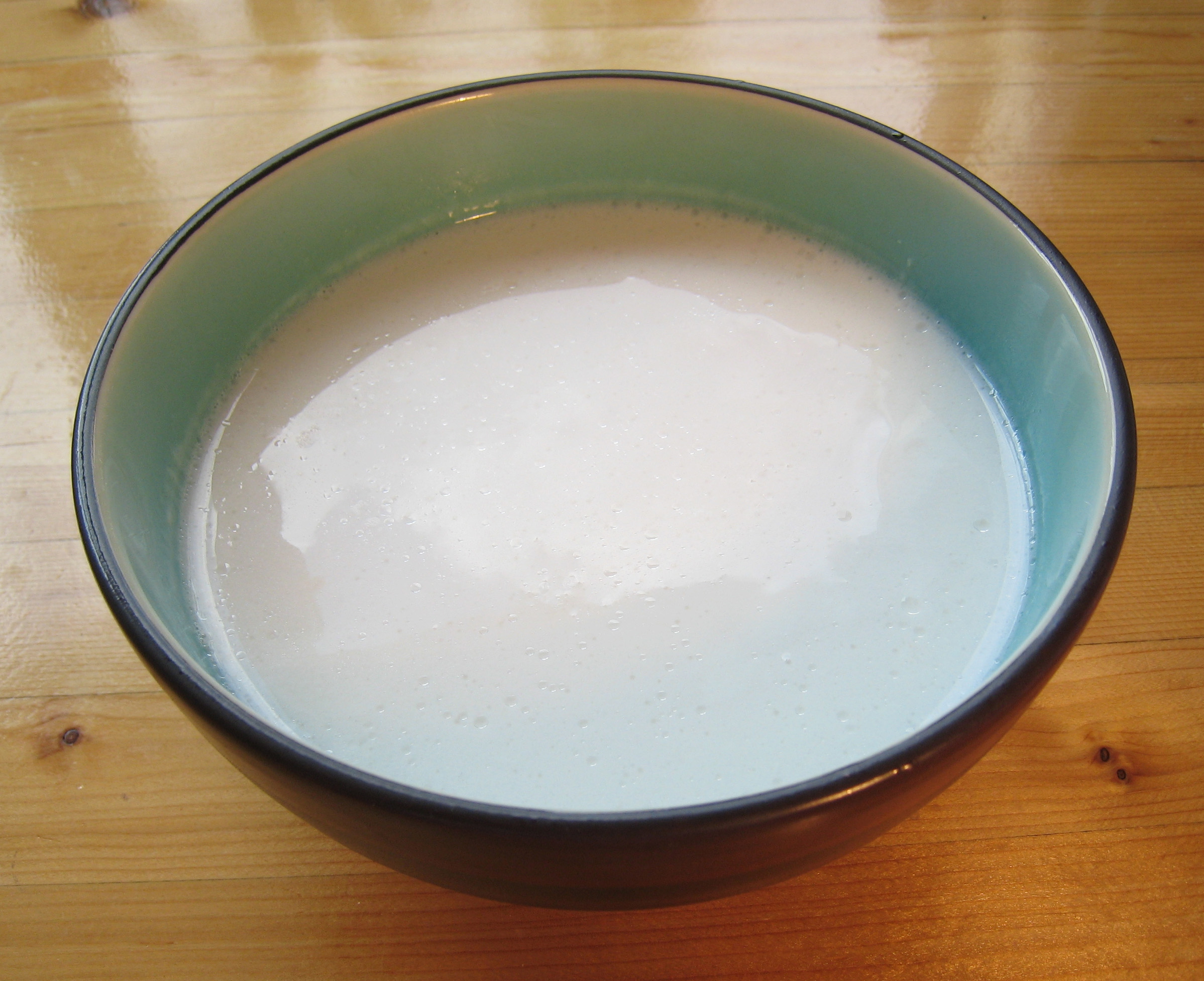
Kokosové mléko
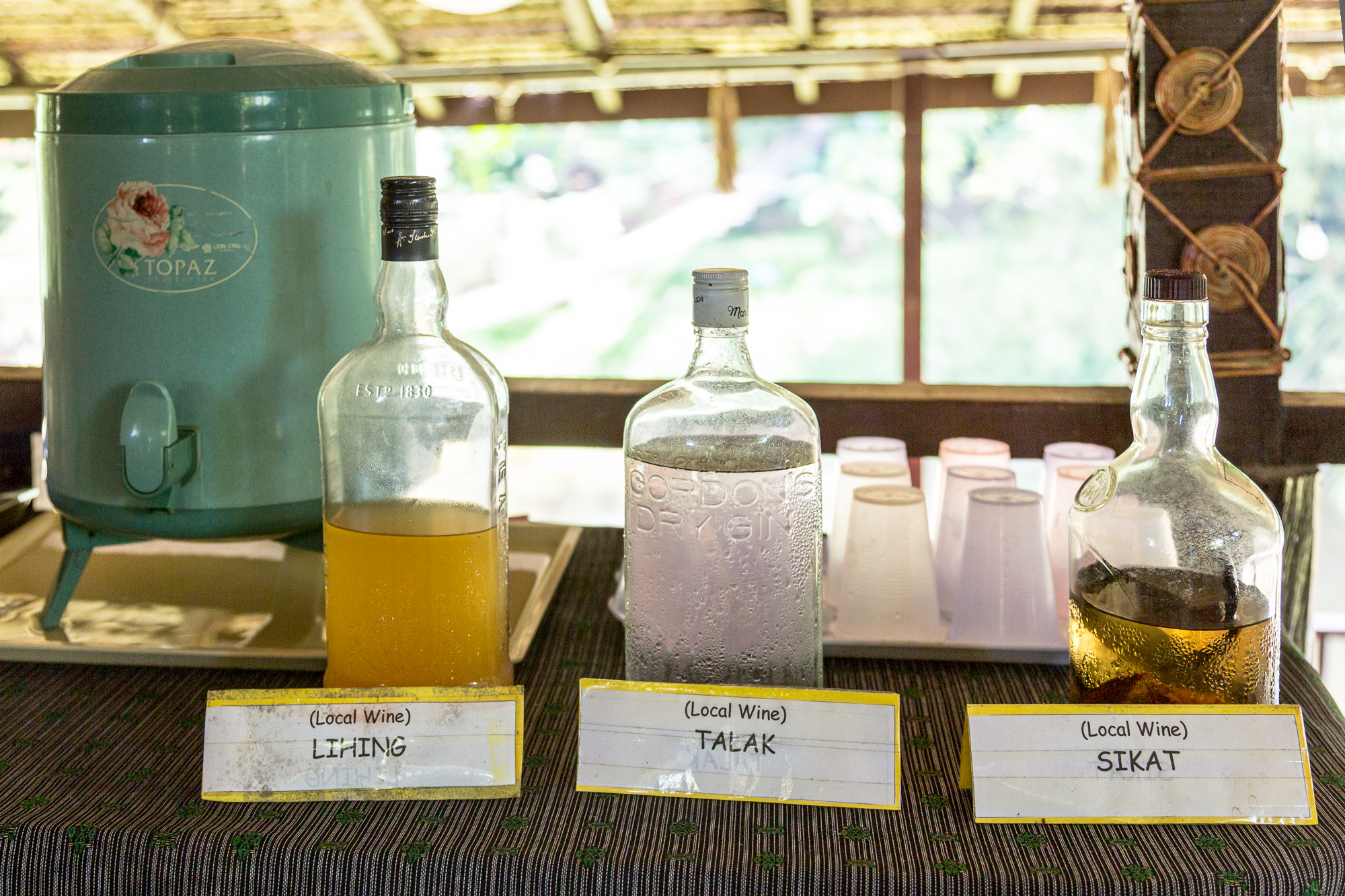
Alkoholické nápoje Sabahu